# Cupidesthes brunneus
Cupidesthes brunneus är en fjärilsart som beskrevs av Grose-smith och Kirby 1893. Cupidesthes brunneus ingår i släktet Cupidesthes och familjen juvelvingar. Inga underarter finns listade i Catalogue of Life.